# Алістер Кербі
Алістер Кербі (англ. Alister Kirby, 14 квітня 1886 — 29 березня 1917) — британський академічний веслувальник.
Олімпійський чемпіон 1912 року в складі вісімки.